# Super High Material CD

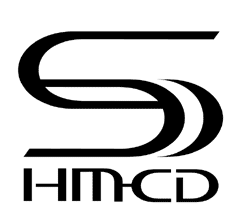
Logotip del SHM-CD.

Super High Material CD (SHM-CD) és un format de disc desenvolupat conjuntament per Universal Music Japan i JVC. A diferència dels discos digitals tradicionals, els SHM-CD estan fabricats amb policarbonat, material que ja s'utilitzava en la fabricació de pantalles LCD. Segons Universal i JVC, el nou material permet que les marques del material puguin ser llegides amb major precisió, ja que el làser elimina més esquitxades, a més les característiques del senyal s'han millorat com a resultat global, amb menor distorsió i una millor musicalitat.
Existeixen dos tipus de disc que usen aquest format; els «SHM-CD», que són una versió del CD estàndard i poden reproduir-se en qualsevol reproductor de CD, i els «SHM-SACD», que utilitzen la mateixa codificació que els SACD i, per tant, només poden reproduir-se en aparells compatibles amb aquest tipus de disc. El format SHM va començar a comercialitzar-se al Japó l'any 2008, i posteriorment també a Europa i Amèrica. Al principi es va comercialitzar per separat, a un preu més car que el CD normal, però actualment tots els CD es fabriquen amb aquesta tecnologia.